# William Vickrey
William Spencer Vickrey (Victoria, 21 juni 1914 - New York, 11 oktober 1996) was een Canadees econoom.
In 1996 werd bekendgemaakt dat William Vickrey en James Mirrlees de Prijs van de Zweedse Rijksbank voor economie kregen. Drie dagen na deze bekendmaking kwam Vickrey te overlijden. Het onderzoek van Mirrlees en Vickrey richtte zich op het instrument van veilingen voor transacties en prijsbepaling. Een tweedeprijs-geslotenbodveiling wordt ook wel een Vickrey-veiling genoemd.
1969: Frisch, Tinbergen ·
1970 : Samuelson ·
1971: Kuznets ·
1972: Hicks, Arrow ·
1973: Leontief ·
1974: Myrdal, Hayek ·
1975: Kantorovitsj, Koopmans ·
1976: Friedman ·
1977: Ohlin, Meade ·
1978: Simon ·
1979: Schultz, Lewis ·
1980: Klein ·
1981: Tobin ·
1982: Stigler ·
1983: Debreu ·
1984: Stone ·
1985: Modigliani ·
1986: Buchanan ·
1987: Solow ·
1988: Allais ·
1989: Haavelmo ·
1990: Markowitz, Miller, Sharpe ·
1991: Coase ·
1992: Becker ·
1993: Fogel, North ·
1994: Harsanyi, Nash, Selten ·
1995: Lucas ·
1996: Mirrlees, Vickrey ·
1997: Merton, Scholes ·
1998: Sen ·
1999: Mundell ·
2000: Heckman, McFadden ·
2001: Akerlof, Spence, Stiglitz ·
2002: Kahneman, Smith ·
2003: Engle, Granger ·
2004: Kydland, Prescott ·
2005: Aumann, Schelling ·
2006: Phelps ·
2007: Hurwicz, Maskin, Myerson ·
2008: Krugman ·
2009: Ostrom, Williamson ·
2010: Diamond, Mortensen, Pissarides ·
2011: Sims, Sargent ·
2012: Roth, Shapley  ·
2013: Fama, Hansen, Shiller  ·
2014: Tirole  ·
2015: Deaton  ·
2016: Hart, Holmström ·
2017: Thaler ·
2018: Nordhaus, Romer ·
2019: Banerjee, Duflo, Kremer ·
2020: Milgrom, Wilson ·
2021: Imbens, Angrist, Card ·
2022: Bernanke, Diamond, Dybvig ·
2023: Goldin ·
2024: Acemoglu, Johnson, Robinson
- Bibsys: 90767643
- Bibliothèque nationale de France: cb12475759c (data)
- CiNii: DA08204558
- DBLP: 186/5935
- Gemeinsame Normdatei: 119216213
- International Standard Name Identifier: 0000 0001 0924 8027
- Library of Congress Control Number: n88001750
- Nationale Bibliotheek van Letland: 000021425
- Mathematics Genealogy Project: 209978
- Bibliotheek van het Japanse parlement: 001231907
- Nationale Bibliotheek van Tsjechië: mzk2004231281
- Nationale bibliotheek van Australië: 35384764
- Nationale Bibliotheek van Israël: 987007275970805171
- Nationale Bibliotheek van Polen: a0000003438691
- Nationale en Universitaire bibliotheek Zagreb: 000371157
- Nederlandse Thesaurus van Auteursnamen: 120642522
- Réseau des bibliothèques de Suisse occidentale: 02-A000172498
- SNAC: w6ms57sf
- Système universitaire de documentation: 033953201
- Trove: 933693
- Virtual International Authority File: 92276341
- WorldCat: E39PBJc3D3dBfmCKJPby9GpVmd